# Avian Learning Experiment
Das Avian Learning Experiment (englisch für „Vogellernexperiment“) ist ein von der universitären Tierpsychologin Irene Pepperberg durchgeführtes langjähriges Projekt, bei denen an Graupapageien das Lern- und Denkvermögen erkundet wurde. Im Zentrum stehen kognitive Leistungen bei der Benennung und Grammatik wenn Papageien menschliche Sprache verwenden. Bekanntester Graupapagei ihrer Gruppe war Alex.

## Ziel der Arbeit
Die grundlegende Fragestellung der Untersuchungen war, ob ein Tier wie ein Papagei tatsächlich in der Lage ist, bewusst zu kommunizieren, oder ob er lediglich auf äußere Reize konditioniert ist und mit einem Verhalten reagiert, das die größte Belohnung verspricht.
Die durchgeführten Tests sollten Klarheit darüber verschaffen, ob bei entsprechendem Training ein Papagei einerseits lernen kann, Gegenstände in Kategorien einzuteilen, und andererseits das Prinzip von gleichen und ungleichen Gegenständen verstehen kann. Über diese Ergebnisse könnte man auf ein eigenes Sprachverhalten schließen oder zumindest die Anlage dazu.

## Einordnung von Kategorien
Kategorische Klassenbildung
Bei der kategorischen Klassenbildung werden Dinge aufgrund ihrer Eigenschaften in eine zugehörige Kategorie eingeordnet. So würde ein blauer Holzwürfel eine eigene Kategorie bekommen, die für alle gleichen blauen Holzwürfel gültig ist.
Reizverallgemeinerung
Bei der Reizverallgemeinerung würden beispielsweise alle Würfel, unabhängig von ihrer Farbe in die Kategorie der Würfel eingeordnet werden.
Im Folgenden sollte getestet werden, ob Alex die Fähigkeit hat, einzelne Kategorien zu bilden, oder ob er anhand eines gegebenen Reizes, der zwei ähnliche Gegenstände unterscheidet, beide in dieselbe Kategorie einordnet.

### Versuchsaufbau
Es wurde die sogenannte Model/Rival-Technik (deutsch: Vorbild/Rivale) angewendet. Dabei gibt es einen Instruktor, der einen zweiten Instruktor – den Rivalen – dazu auffordert, etwas zu tun. Dieser Rivale wird je nach seiner Reaktion belohnt oder gescholten. Der Papagei beobachtet das und erkennt das System, nach dem es Belohnungen gibt.
In dem konkreten Fall mit Alex bedeutete dies, dass Alex Gegenstände anhand von Kategorien unterscheiden sollte, und zwar nach Form, Farbe und Beschaffenheit. Demgegenüber stand das Einteilen nach der oben beschriebenen Reizverallgemeinerung, wonach alle Gegenstände, die ein bestimmtes Merkmal aufweisen, automatisch in dieselbe Kategorie fallen.

### Ergebnisse
Da Alex in der Lage war, ein und denselben Gegenstand je nach der gestellten Frage (zum Beispiel hinsichtlich der Farbe einerseits und der Form andererseits) in verschiedene Kategorien einzuteilen und dies durch eine lautliche Rückmeldung – durch „Vocal Labels“ – zu äußern, war es ihm generell möglich, nach Kategorien zu unterscheiden.
Die Fehler, die Alex machte, sahen folgendermaßen aus:
1. Es wurde als Fehler gewertet, wenn Alex zwar die richtige Kategorie gewählt, aber die falsche Farbe genannt hatte.
2. Alex’ Fehler waren selten völlig verkehrt, seine Fehler kann man in drei Typen aufteilen:
  1. Handelte es sich um vermischte Vokabeln zwischen Farben und Formen (zum Beispiel „roween“, also ein Wort, das aus rawhide und green zusammengesetzt wurde). Diese Fehler machten etwa 4 Prozent seiner Fehler aus.
  2. Manchmal ließ Alex einen Marker aus. Dieser Fehler machte etwa 8 Prozent aus.
  3. Am häufigsten kam der Fehler vor, bei dem Alex einen Marker richtig erkannte und den anderen nicht, zum Beispiel die richtige Kategorie aber das falsche Etikett wählte (Beispiel: „grün“ statt „blau“), oder wenn er unvollständige Etiketten („Holzecke“ statt „Holzdreieck“) benutzte. Diese Fehler machten zusammen etwa 12 Prozent aus.

### Eine Erweiterung des Versuchs
Pepperberg wollte herausfinden, ob es Alex möglich war, sein erlerntes Wissen aus einem Versuch in einen neuen zu übertragen. Bei Tests, in denen Alex zwischen fünf unterschiedlichen Farben, fünf unterschiedlichen Formen und drei unterschiedlichen Materialien unterscheiden musste, lag er zu 80 Prozent richtig.
Bei Tests, in denen nach bekannten Farben und Formen, zwei neuen so wie zwei bekannten Objekten gefragt wurde, waren seine Antworten bei der Frage nach der Farbe zu 84,7 Prozent und bei der Frage nach der Form zu 83,7 Prozent richtig.
Da die Belohnung bei den Tests darin bestand, dass er den jeweiligen Gegenstand, um den sich die Frage drehte, in den Schnabel nehmen durfte, um ihn dann fallen zu lassen – was ihm anscheinend Gefallen bereitete –, könnte man vermuten, dass gerade neu eingeführte Objekte Alex’ Interesse stärker weckten als bekannte.

### Ergebnisse
Alex konnte eine ganze Reihe von verbal geäußerten Fragen verstehen und ebenso die relevante Kategorie der Frage und des Objekts erkennen, welches mit mehreren Möglichkeiten klassifiziert werden konnte. Er war auch in der Lage, diese Instanz korrekt in die richtige Kategorie einzuteilen.
Dennoch waren seine Fähigkeiten noch sehr rudimentär, wenn man sie mit nichtmenschlichen Primaten oder Meeressäugetieren vergleicht.
Alex war nicht in der Lage, den Unterschied zwischen zwei Objekten eigenständig zu beschreiben, und er konnte auch nicht ein bestimmtes Symbol aus einer Menge herausgliedern. Weiter konnte Alex zwar auf die Frage „Welche Farbe hat das Objekt?“ antworten, aber er verstand nicht das Konzept des eigenständigen Unterscheidens und der anschließenden Beschreibung.

## Verständnis vom Prinzip von gleich/ungleich
Pepperberg untersuchte, ob Alex in der Lage war, das Konzept von gleich und ungleich zu verstehen. Der Forschungsstand zum Zeitpunkt der Versuche war, dass man davon ausging, Tiere könnten zwar durch Training lernen, zwei Gegenstände voneinander zu unterscheiden, damit aber noch nicht das Konzept von gleich und ungleich verstanden haben zu müssen.

### Versuchsaufbau
Die M/R-Technik wurde leicht modifiziert. Eine Schwierigkeit für Alex bestand darin, dass er nun von den bereits erlernten Trainingsmethoden „umdenken“ musste.
In den Versuchen musste Alex auf die Fragen „What same?“, und „What different?“ antworten und die jeweiligen zutreffenden Eigenschaften der, nun zwei, Objekte benennen. Die Kategorien, die Alex noch in seinem Vorwissen zur Verfügung hatte, waren:
1. fünf Farben
2. einige Formen
3. vier Materialien
4. einige metallische Gegenstände (Schlüssel, Kette etc.)
5. Verständnis von abstrakten Kategorien („What color?“ („Welche Farbe“) „What shape?“ („Welche Form“))
6. eine Vielzahl anderer Begriffe (Futter, Orte, Mengen etc.)

Diese musste er mit dem jeweils korrekten „Vocal Label“ in der dazugehörigen Kategorie versehen.

### Ergebnisse
Nach neun Monaten gelang es Alex zu 76 Prozent bei bekannten Objekten, Gleichheit oder Ungleichheit verbal zu äußern. Bei unbekannten Objekten sogar zu 85 Prozent, was wiederum dafür sprach, dass er das Konzept verstanden haben musste, da er bei „untrainierten Objekten“ bessere Ergebnisse lieferte. Die Probefragen, ob Alex auf die richtige Frage geantwortet hatte, waren zu 90 Prozent ein Beweis für die Korrektheit seiner Antwort. Die vergleichsweise lange Lernzeit von neun Monaten führte Pepperberg darauf zurück, dass Alex teilweise Schwierigkeiten hatte, manche Laute zu äußern, und er außerdem neben diesen Versuchen auch noch zählen lernte. Auf die Frage „How many?“ konnte er später auch antworten.
Interessant ist, dass Alex im Vergleich zu Versuchen mit Schimpansen in der Lage war, genau die Eigenschaften zu nennen, in denen der Unterschied lag, und nicht nur allgemein anzugeben, ob die Objekte gleich oder ungleich waren. Es ist allerdings noch zu sagen, dass Irene Pepperberg davon ausging, dass das Prinzip der Unterscheidung von gleich und ungleich bereits bis zu einem bestimmten Grad von Geburt an bei Papageien vorliegen müsste, da sie in freier Wildbahn zum Beispiel Gesänge oder Nahrung unterscheiden müssen. Somit wäre die getestete Objektunterscheidung eine überlebenswichtige Eigenschaft, die im Besonderen bei Papageien vorläge, was wiederum einen Vergleich zu einigen anderen Spezies erschweren würde, die darauf weniger oder gar nicht zurückgreifen müssen.

## Sprachfähigkeit
Nach den insgesamt 19 Jahren Training hatte Alex einen eigenen Wortschatz von insgesamt 200 Wörtern, die er äußern konnte, und einen Wortschatz von ungefähr 500 Wörtern, die er verstehen konnte. Außerdem konnte er – begrenzt – zählen und selber Wünsche äußern. So sagte Alex zum Beispiel, wenn ihm das Fragespiel nicht mehr gefiel, „I’m gonna go away“ (Ich werde weggehen), und wenn der Forscher sich verärgert zeigte, versuchte Alex die Situation durch „I’m sorry“ (Tut mir leid) zu entschärfen. Wenn er per „Wanna banana“ eine Banane erbeten hatte, aber eine Nuss angeboten bekam, schaute er schweigend vor sich, wiederholte den Wunsch nach einer Banane oder nahm die Nuss und warf sie mit seinem Schnabel gegen den Forscher. Alex’ Verständnis von Zahlen lag im Bereich von unter 7. Wenn er gefragt wurde, wie viele Objekte einer bestimmten Farbe auf einem Brett liegen, gab er in 80 Prozent aller Fälle die richtige Antwort.

### Stand der Forschung
Vorläufige Forschungen deuten darauf hin, dass Alex das Konzept von vier Objekten (zum Beispiel vier blaue Wollbälle auf einem Brett) auf vier Klaviernoten übertragen konnte. Pepperberg versuchte, ihm das Konzept der geschriebenen Ziffer „4“ als Repräsentation der Anzahl „vier“ beizubringen.
Im Juli 2005 berichtete Pepperberg, dass Alex die Idee der Zahl Null versteht. Angeblich konnte er auch addieren.
Pepperberg versuchte, ihn Phoneme der englischen Sprache zu lehren, in der Absicht, dass er geschriebene und gesprochene Worte zueinander in Beziehung setzen kann. Nach ihren Worten benutzte Alex allerdings nicht die menschliche Sprache, sondern ein komplexes Kommunikationsschema.